# Nisswa
Nisswa ist eine Kleinstadt (mit dem Status „City“) im Crow Wing County im nördlichen Zentrum des US-amerikanischen Bundesstaates Minnesota. Das U.S. Census Bureau hat bei der Volkszählung 2020 eine Einwohnerzahl von 1.967 ermittelt.

## Geografie
Nisswa liegt auf 46°30′29″ nördlicher Breite und 94°17′39″ westlicher Länge und erstreckt sich über 47,50 km², die sich auf 27,92 km² Land- und 19,58 km² Wasserfläche verteilen.
Benachbarte Orte von Nisswa sind Pequot Lakes (10,4 km nördlich), Merrifield (14,2 km südöstlich), East Gull Lake (18,1 km südlich) und Lake Shore (10,2 km südwestlich).
Die nächstgelegenen größeren Städte sind Minneapolis (222 km südsüdöstlich), Minnesotas Hauptstadt Saint Paul (240 km in der gleichen Richtung), Eau Claire in Wisconsin (370 km südöstlich), Duluth am Oberen See (207 km östlich) und Fargo in North Dakota (239 km westlich).
Die Grenze zu Kanada befindet sich 273 km nördlich.

## Verkehr
In Nord-Süd-Richtung verläuft die Minnesota State Route 371 als Hauptstraße durch das Stadtgebiet von Nisswa. Alle weiteren Straßen sind untergeordnete Landstraßen oder innerörtliche Fahrwege.
Mit dem Brainerd Lakes Regional Airport befindet sich 32,3 km südöstlich von Nisswa ein kleiner Regionalflughafen. Der nächste Großflughafen ist der 245 km südsüdöstlich gelegene Minneapolis-Saint Paul International Airport.

## Demografische Daten
Nach der Volkszählung im Jahr 2010 lebten in Nisswa 1971 Menschen in 876 Haushalten. Die Bevölkerungsdichte betrug 70,6 Einwohner pro Quadratkilometer. In den 876 Haushalten lebten statistisch je 2,25 Personen.
Ethnisch betrachtet setzte sich die Bevölkerung zusammen aus 97,7 Prozent Weißen, 0,4 Prozent Afroamerikanern, 0,7 Prozent amerikanischen Ureinwohnern, 0,6 Prozent Asiaten sowie 0,1 Prozent aus anderen ethnischen Gruppen; 0,6 Prozent stammten von zwei oder mehr Ethnien ab. Unabhängig von der ethnischen Zugehörigkeit waren 0,5 Prozent der Bevölkerung spanischer oder lateinamerikanischer Abstammung.
18,2 Prozent der Bevölkerung waren unter 18 Jahre alt, 57,4 Prozent waren zwischen 18 und 64 und 24,4 Prozent waren 65 Jahre oder älter. 50,4 Prozent der Bevölkerung war weiblich.
Das mittlere jährliche Einkommen eines Haushalts lag bei 56.328 USD. Das Pro-Kopf-Einkommen betrug 32.408 USD. 1,8 Prozent der Einwohner lebten unterhalb der Armutsgrenze.